# Accenttekens in de Nederlandse spelling
Accenttekens zijn tekens die helpen bij de uitspraak van geschreven woorden. In de Nederlandse spelling zijn regels gesteld aan het gebruik van deze tekens.

## Franse herkomst
In algemeen gangbare woorden van Franse herkomst worden de Franse accenttekens alleen gebruikt op de e — é, è en ê:
comité, coupé, crêpe, fêteren, scène, volière
De â, ô, û en á worden voor deze categorie woorden dus niet gebruikt:
paté, compote, ragout (Ter vergelijking de Franse vormen: pâté, compôte, ragoût.)
Vrouwelijke nevenvormen van woorden op -é krijgen geen -ée maar -ee:
attaché → attachee; prostitué → prostituee
Als de eerste lettergreep in het Frans bestaat uit een é of medeklinker(s) plus é, blijft het accentteken achterwege:
bechamelsaus, etage, rechaud, present
In niet-algemeen gangbare woorden en uitdrukkingen – die nog als zuiver Frans worden aangevoeld – blijven de accenttekens staan:
à, dégénéré, déjà vu, tête-à-tête

## Klemtoonteken
Het klemtoonteken is het teken ΄. Als de klank met meer dan één letter wordt weergegeven, krijgen de eerste twee letters een accentteken:
dé, jé van hét, búíten, ééuwig, voorkómen, vóórkomen.
Maar bij een digraaf 'ij' lukt dat laatste wegens technische beperkingen soms niet:
blíjf! / blíȷ́f!
Vóór de spelling van 1995 gebruikten sommige auteurs het teken ` (accent grave) met korte klinkers en het teken ´ (accent aigu) met lange klinkers, en in klinkers en tweeklanken die uit twee verschillende letters bestaan kreeg alleen de eerste letter het klemtoonteken:
dè, jè van hèt, búiten, ééuwig, voorkómen, vóórkomen, blíjf!

## Uitspraakteken
De tekens ΄ en ` worden ook gebruikt om de uitspraak van de letter e aan te geven: de ΄ voor /ee/ en de ` voor de /e/:
hé, hè, één, blèren

## Andere tekens
In anderstalige woorden, vooral in eigennamen, komen verschillende andere tekens voor: diakritische tekens.

## Frequentie
Een analyse op de woordenlijst van OpenTaal (ruim 300.000 woorden) uit 2011 telde de volgende frequenties voor de daarin voorkomende letters met accenten:
| Letter | Frequentie |
| ------ | ---------- |
| ë      | 1852       |
| ï      | 680        |
| é      | 562        |
| è      | 330        |
| ö      | 235        |
| ê      | 86         |
| ü      | 75         |
| ç      | 22         |
| à      | 21         |
| û      | 12         |
| î      | 11         |
| ñ      | 8          |
| ä      | 5          |
| ô      | 3          |